# Деятель искусств

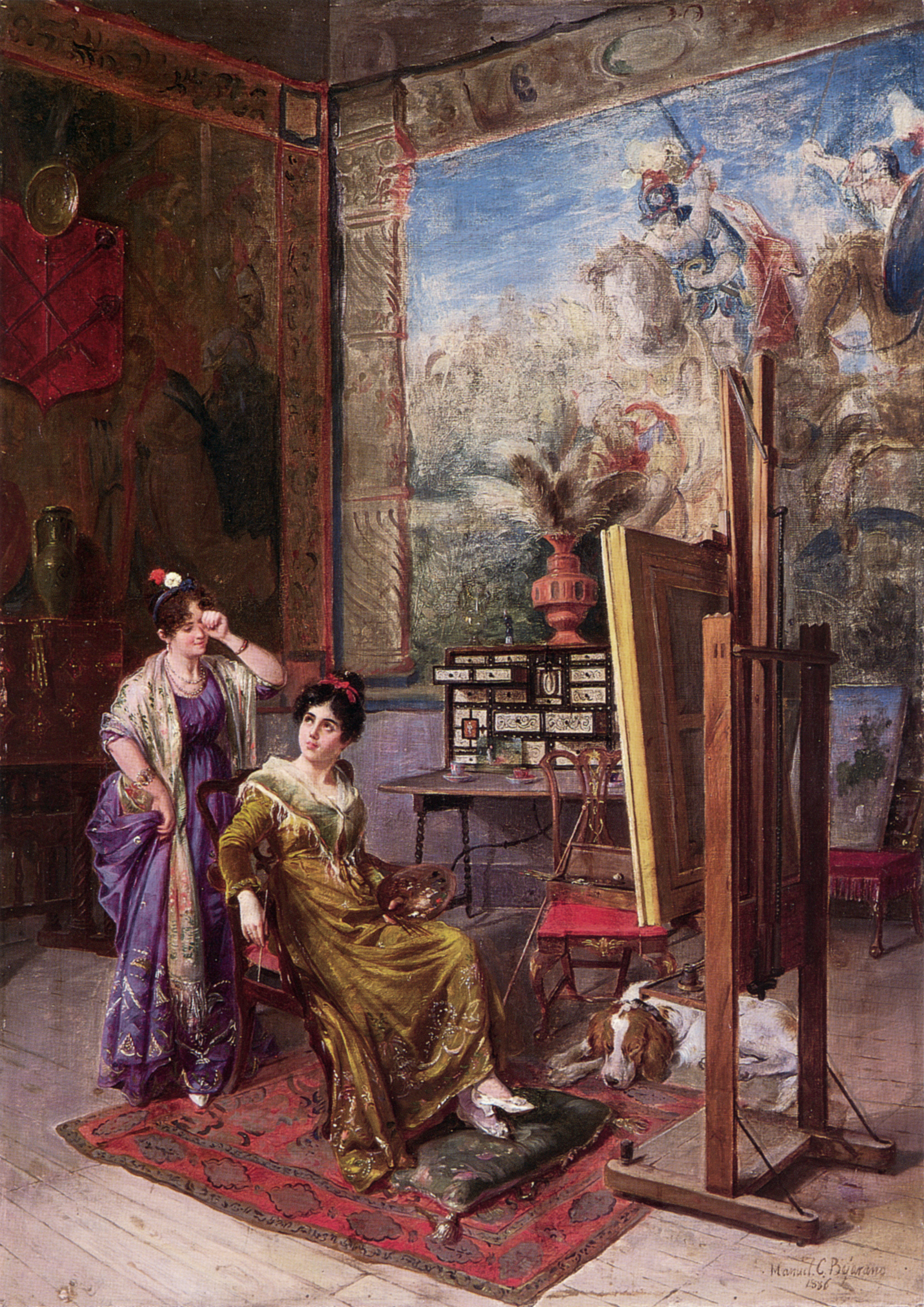
Деятель искусств

Де́ятель иску́сства — человек, занимающийся творчеством, признанный в своей стране либо мире. Деятеля культуры выделяет то, что он оставляет след в развитии творчества или искусств.  
Деятель искусства — это человек, плоды творчества которого являются культурным наследием человечества. Основанием данного определения являются достижения человека, занимающегося творчеством, его произведения искусства, которые способны влиять на ду́ши и умы людей.

## История понятия
Слово art, соответствующее русскому «искусство», происходит от латинского слова ars. Буквально оно означало «технические приёмы», «техника», но при этом имело смысловой оттенок красоты как «качественной сделанности».
В Средние века слово artist уже существовало в некоторых странах, таких как Италия, но его значение было похоже на «ремесленник», тогда как слово artesan ещё было неизвестно. Словом Artist называли того, кто может сделать работу лучше, чем другие, это слово указывало не на поле деятельности человека, а на его выдающиеся умения. Глядя на документы того времени, можно легко заметить, насколько некоторые виды товаров (например, текстиль) ценились выше картин или скульптур.
Первое разделение на основные и второстепенные искусства относится к работам Леона Баттиста Альберти (De re aedificatoria, De statua, De pictura), упор в которых делался на важность интеллектуальных умений художника, а не ручного труда.
Микеланджело Буонарроти обычно указывается как первый художник, отделивший свою творческую деятельность от требований среды-обстоятельств.
С развитием академий в Европе (вторая половина XVI-го века) окончательно оформилось разделение на изящные и прикладные искусства.
Различные современные определения слов «художник» и «искусство» существенно отличаются друг от друга примерно по той же причине, по которой признаки, составляющие красоту, не могут быть стандартизированы без впадения в кич.
Слово «художник» используется как уничижительное в некоторых кругах[каких?] (указывая, например, на претенциозность, эгоизм, завышенную самооценку). С другой стороны, выражение "деятель искусств" в русском языке иногда носит отрицательную коннотацию, связанную с его номенклатурным употреблением в СССР.

## В различных культурах

### Ацтеки
У ацтеков фигура художника (тлакуило) как человека, достигшего желаемой цельности, характеризовалась следующими критериями:
- он добился того, что Бог вошёл в его сердце (йолтеотл), это всё равно что сказать, что он имеет истину и саму основу своего бытия. И, став тогда «обожествлённым сердцем»:
- он разговаривает со своим собственным сердцем, чтобы «обожествлять вещи», или создавать искусство:

Хороший художник: кто познал
Бога в своём сердце,
кто обожествляет своим сердцем вещи,
разговаривает со своим собственным сердцем...
Как будто бы он толтек,

воспроизводит окраску любого цвета
.
Таким образом, художник и также певцы, скульпторы, поэты и все, кто благодаря своему искусству удостаиваются звания толтека (художника), — это «обожествлённое сердце», можно сказать, почти провидец, который, именно потому что имеет свою истину в самом себе, и является создателем божественных вещей, тлайолтеувиани (который обожествляет своим сердцем вещи). Такой человек, осуществляя высший идеал учёных науа, часто был призван занимать также самые высокие должности, например директора Калмекак и верховного жреца Кетцалькоатля.